# Крылов, Павел Никанорович
Па́вел Никано́рович Крыло́в (29 октября [10 ноября] 1892, Оренбургская губерния — после 1918) — сотник Императорской армии, подъесаул Белого движения, командир 4-й сотни Оренбургского 17-го казачьего полка, георгиевский кавалер.

## Биография
Родился 29 октября (10 ноября) 1892 года на территории Оренбургского казачьего войска в семье казака. После получения общего образования, поступил в Оренбургское казачье юнкерское училище, которое затем успешно окончил.
Вступил в службу в Русскую Императорскую армию незадолго до Первой мировой войны. С начала октября 1914 года он был произведён в хорунжие. В конце сентября 1916 года стал казачьим сотником (со старшинством годом ранее, с сентября 1915). После Февральской и Октябрьской революций, в 1918 году стал подъесаулом «иррегулярной кавалерии» — новый чин стал результатом успешной «атаки на немцев» в конце августа предыдущего, 1917 года.
С конца декабря 1914 по конец августа 1915 года участвовал в боевых действиях Мировой войны и повторно принимал участие в боях с самого конца 1915 по начало июня 1916 года. До февраля 1916 года был на должности младшего офицера второй сотни Оренбургского 17-го казачьего полка: в этот период, в середине августа 1915 года он, со своим разъездом, на реке Нарев отбил восемь велосипедов противника. Через несколько дней получил ранение — «по излечении», в конце февраля 1916 года, был назначен в Оренбургский 3-й казачий полк.
По состоянию на 1917 год продолжал числиться в списках 3-го казачьего полка. В середине 1918 года (с июля) вступил в вооружённую борьбу с большевиками. Последним известным событием в его военной карьере стал факт получения им в 1918 году под своё командование четвёртой сотни 17-го казачьего полка.

### Подвиг
2 (15) октября 1916 года П. Крылов был награждён орденом Святого Георгия четвёртой степени «за то, что в бою 4 июня [по старому стилю] у села Трыстень и Владимировка, состоя в шестой сотне [своего] полка под сильным неприятельским [германским] огнём противника бросился во главе полусотни [казаков] в атаку, одним из первых врубился в ряды германской пехоты, смял их и обратил в паническое бегство, причем в рукопашной схватке [холодным оружием] был тяжело ранен».

## Награды
- Орден Святого Станислава 3 степени с мечами и бантом (1917)
- Орден Святой Анны 4 степени: «за храбрость»
- Орден Святого Владимира 4 степени
- Орден Святого Георгия 4 степени (1916)[4][3]